# Гора Ветерничка
Гора Ветерничка је насељено место у саставу општине Нови Голубовец у Крапинско-загорској жупанији, Хрватска. До територијалне реорганизације у Хрватској налазила се у саставу старе општине Златар-Бистрица.

## Становништво
На попису становништва 2011. године, Гора Ветерничка је имала 238 становника.

## Попис1991.
На попису становништва 1991. године, насељено место Гора Ветерничка је имало 330 становника, следећег националног састава:
| Попис 1991.‍ | Попис 1991.‍ | Попис 1991.‍ | Попис 1991.‍ | Попис 1991.‍ |
| ----------- | ----------- | ----------- | ----------- | ----------- |
|             |             |             |             |             |
| Хрвати      | Хрвати      |             | 319         | 96,66%      |
| непознато   | непознато   |             | 11          | 3,33%       |
| укупно: 330 |             |             |             |             |